# Sarrasine
Sarrasine è una novella di Honoré de Balzac, pubblicata per la prima volta nel 1830 nella Revue de Paris.

## Trama
Parigi, inverno del 1830. In un ricevimento nella villa dei ricchi conti di Lanty, l'io narrante nota uno stridente contrasto fra la sontuosità degli arredi e la gaiezza degli invitati da un lato, il freddo invernale e i funerei alberi spogli coperti di neve dall'altro. Il narratore è in compagnia della marchesa Béatrix de Rochefide, una donna allegra e vitale la quale è spaventata dall'aspetto spettrale di un vecchio invitato. Impaurita, conduce il suo accompagnatore in un salottino, dove rimane colpita dalla bellezza ideale di un Adone dipinto su una tela di Vien. Poco dopo, vede passare Marianina, la giovane figlia dei Lanty, che accompagna il vecchio in una stanza. Béatrix chiede con insistenza che le si racconti la storia del vecchio, e l'io narrante la accontenta l'indomani, nella propria dimora.
Metà del XVIII secolo. Ernest-Jean Sarrasine, figlio di un avvocato della Franca Contea, si dedica alla scultura opponendosi ai desideri del padre che avrebbe desiderato per lui la carriera forense. Allievo di Edmé Bouchardon, il giovane Sarrasine, dal temperamento estremamente passionale, può recarsi in Italia grazie a una borsa di studio del marchese de Marigny, fratello della Pompadour. A Roma Sarrasine si innamora di Zambinella, cantante d'opera, che vede esibirsi una sera al Teatro Argentina, rimanendo folgorato dalla sua bellezza e dalla sua grazia. Da quel giorno essere amato da quella donna diviene l'unico scopo della sua vita. Sarrasine ignora però che Zambinella è in realtà un castrato dalle fattezze femminili. Quando Zambinella confessa a Sarrasine la sua vera natura, ammettendo di averlo ingannato per divertirsi alle sue spalle, Sarrasine, in preda alla disperazione e alla furia, scaraventa il suo martello, mancando il bersaglio, contro una scultura che rappresenta le fattezze di Zambinella e si accinge a uccidere il cantante, ma viene colpito a morte dai sicari del cardinal Cicognara, protettore di Zambinella.
Il cardinal Cicognara entra in possesso della statua di Sarrasine e fa realizzare in marmo la scultura, che la famiglia Lanty ritrova nel 1791 al museo Albani, pregando Vien di copiarla. Così nasce la tela raffigurante Zambinella come Adone. Il vecchio dall'aspetto spettrale che nel 1830 si aggira fra gli ospiti della festa da ballo parigina è proprio l'ormai decrepito Zambinella, imparentato con i Lanty, che devono a lui la loro fortuna.
Finito il racconto, la marchesa, disgustata delle passioni e della vita, si scaglia contro Parigi, dove le ricchezze costruite sul sangue e tutte le infamie riscuotono la simpatia della società, mentre la virtù rimane senza ricompensa.

## Storia
Sarrasine è stata pubblicata per la prima volta nella Revue de Paris, nei numeri del 21 e 28 novembre 1830. Fu edita l'anno successivo da Charles Gosselin nel secondo dei tre volumi dei Romans et Contes philosophiques. Della novella non sono stati conservati né manoscritti né bozze editoriali; inoltre, misteriosamente, non ve ne è traccia nella voluminosa corrispondenza dell'autore.
Dei personaggi di Sarrasine compariranno in seguito nella Comédie humaine solo Béatrix de Rochefide e la contessa de Lanty. Il nome di "Béatrix de Rochefide", prima di essere definitivo è stato, in edizioni precedenti, cambiato da "Comtesse de ***" a "Fœdora"; sarà ricordata soprattutto nel romanzo Béatrix pubblicato nel 1839, mentre la contessa di Lanty sarà invece citata in Papà Goriot come modello di signora elegante.

## Critica
La novella è composta da due racconti, che costituiscono un esempio di mise en abyme ed erano distinti nella stesura originale anche in base a criteri tipografici. La vicenda è stata interpretata sia dal punto di vista psicanalitico, soprattutto da Barthes, che dal punto di vista estetico. Georges Bataille poneva Sarrasine fra i testi fondamentali della cultura moderna, al pari dell'Idiota di Dostoevskij e della Recherche proustiana.

## Edizioni (selezione)

### In lingua francese
- «Sarrasine», in Romans et Contes philosophiques par M. de Balzac, Seconde édition, tome deuxième, Paris: Charles Gosselin, 1831 (Scansione in Gallica)
- La Comtesse à deux Maris; Madame Firmiani; Sarrasine; Le papa Gobseck; La Bourse, Nouvelle édition revue et corrigée, Paris: Charpentier, 1839
- Sarrasine; Gambara; Massimilla Doni; édition présentée, établie et annotée par Pierre Brunel, Paris: Gallimard, 1995, ISBN 2070388670
- «Sarrasine», in Nouvelles et contes I. 1820-32, édition établie, présentée et annotée par Isabelle Tournier; coll. Quarto; Paris: Gallimard, 2005, pp. 650–680.

### Traduzioni in lingua italiana
- «Sarrasine», in Honoré Balzac, Racconti d'Italia; versione di Agar; coll. "L'Italia vista dagli scrittori stranieri", Milano: Il primato editoriale, 1921, pp. 136–180
- «Sarrasine», in Honoré Balzac, Scene della vita parigina; traduzione di Mario Buggelli, Milano: Corbaccio, 1930
- Sarrasine, trad. Giovanni Mariotti, coll. "La biblioteca blu" n. 35, Milano: F. M. Ricci, 1977
- Sarrasine, trad. di Maria Ortiz, Milano: A. Mondadori, 1993
- Sarrasine, trad. Rosanna Farinazzo; con uno scritto di Jean Reboul, Milano: ES, 1993, ISBN 88-85357-47-4; coll. "Universale economica" n. 2216, Milano: Feltrinelli, 2010, ISBN 978-88-07-82216-2
- Sarrasine; trad. Elina Klersy Imberciadori; introduzione di Lanfranco Binni; coll. "I grandi libri Garzanti" n. 832, Milano: Garzanti, 2000, ISBN 88-11-58832-4